# Émilie Lafarge
Pour les articles homonymes, voir Lafarge.
Émilie Lafarge est une actrice française.

## Biographie
Après un bac A3 théâtre, hypokhâgne au lycée Faidherbe à Lille et une année au cours Florent à Paris, elle entre, en 1997, au Conservatoire national supérieur d'art dramatique (CNSAD) de Paris, où elle étudie sous la direction de Philippe Adrien et de Jacques Lassalle jusqu'en 2000. Elle devient pensionnaire de la Comédie-Française en mai 2000 et donne sa démission en 2002.
Elle travaille régulièrement depuis au cinéma, où elle fait ses premiers pas avec Raymond Depardon, puis Hélène Angel, et à la télévision. Depuis 2008, elle participe au collectif  « les Possédés » dirigé par Rodolphe Dana. Elle crée en 2020 avec Marie Hélène Roig la Compagnie "Le Feu au Lac". 
Elle est l'épouse de l'acteur Nadir Legrand et l'ex épouse du metteur en scène Frédéric Bélier-Garcia.

## Filmographie

### Cinéma

#### Longs métrages
- 1997 : Paris de Raymond Depardon
- 1998 : Peau d'homme cœur de bête de Hélène Angel - La fille menottée
- 1998 : Le Petit Voleur de Érick Zonca - Sandra
- 2000 : Charmant Garçon de Patrick Chesnais - La Caissière
- 2000 : Entre nous de Serge Lalou - Diane
- 2000 : Fantômes de Jean-Paul Civeyrac - Bénédicte
- 2003 : Tout le plaisir est pour moi de Isabelle Broué - Annie
- 2003 : Comme une image de Agnès Jaoui
- 2005 : Selon Charlie de Nicole Garcia
- 2005 : Du jour au lendemain de Philippe Le Guay - La jeune voisine
- 2007 : Versailles, de Pierre Schöller - L'enquêtrice sociale
- 2009 : Un balcon sur la mer de Nicole Garcia - Suzanne
- 2013 : Tiens-toi droite de Katia Lewkowicz  - Journaliste conférence de presse

#### Courts métrages
- 2002 : La Petite Chambre - Élodie Montlibert[réf. souhaitée]
- 2004 : Le Mal de Claire - Nicolas Habas - Claire[réf. souhaitée]
- 2008 : La Courbe - Ninon Bretecher[réf. souhaitée]
- 2013 : Permissions - Ninon Bretecher[réf. souhaitée]

### Télévision
- 2000 : Vent de poussière, téléfilm de Renaud Bertrand - Murielle Simonin
- 2000 : Sa mère, la pute, téléfilm de Brigitte Rouan - Céline
- 2003 : Les Thibault de Jean-Daniel Verhaeghe - Alfreda
- 2003 : Maigret - Maigret et le Clochard, téléfilm de  Laurent Heynemann - Léa
- 2003 : La Nourrice de Renaud Bertrand
- 2004 : L’Abbaye du Revoir, téléfilm de Jérôme Anger - Stéphanie Jourdan [3]
- 2005 : Louis Page - épisode Des Bleus à l’âme de J.L. Bertucelli (série télévisée) - L'assistante d'Axel
- 2007 : Avocats et Associés - épisode Cyrano de Claire de la Rochefoucauld - Muriel Langlois
- 2008 : P.J. - 2 épisodes de Claire de la Rochefoucauld Impasses et Explosions (série télévisée) - Léa
- 2009 : RIS police scientifique - épisode Profession de foi  de Alexandre Laurent - Sœur Armelle
- 2010 : Commissaire Magellan - épisode de Claire de la Rochefoucauld
- 2010 : Hard 2 - Cathy Verney
- 2013 : Famille d'accueil - épisode  Mon petit Fauteuil de Christophe Reichert
- 2013 : Fais pas ci, fais pas ça de Cathy Verney
- 2018 : Vernon Subutex de Cathy Verney
- 2021 : H.P.I de Vincent Jamain

## Théâtre
- 1996 : Le Chanteur d'opéra (Wedekind) - Théâtre de La Bastille + tournée - L-Do de Lencquesaing
- 1999 /00 : Biographie, un jeu (Max Frisch) - Théâtre de L'Aquarium + tournée - F.Bélier-Garcia
- 2000/02 : Le Bourgeois Gentilhomme - (Molière) - Salle Richelieu, Comédie Française - Jean Louis Benoit
- 2001 : La Mère confidente (Marivaux) - Théâtre du Vieux Colombier + tournée - Sandrine Anglade
- 2003 : Fragments du discours amoureux (Barthes)  - Hong Kong - Mathias Woo
- 2004/05 : La Ronde (Schnitzler) -  Théâtre National La Criée + tournée -  F.Bélier-Garcia
- 2007 : Du malheur d'avoir de l'esprit (A.Griboïedov) - Théâtre National de Chaillot + tournée - Jean Louis Benoit
- 2008/13 : Dernier remords avant l'oubli (JL Lagarce) - Théâtre de la Bastille + tournée. Rodolphe Dana
- 2012 : Cot Cot City (Marie Nimier)- Nadir Legrand- Ferme du Buisson
- 2012-2014 : Tout mon amour (Laurent Mauvignier)-Rodolphe Dana- Théâtre de La Colline +Tournée[2]
- 2014 : Au beau milieu de la forêt (Katja Hunsinger), Théâtre Sylvia Montfort / Tournée
- 2015 : Platonov de Tchekhov. mes Rodolphe Dana. Théâtre de la Colline + tournée[4]
- 2018/19 : La Caverne de Nadir Legrand. mes Nadir Legrand / Collectif L'Avantage du Doute / Théâtre de Nîmes/ Théâtre de la Bastille / Tournée.
- 2018/19 : Le Misanthrope de Molière. mes Rodolphe Dana / CDN de Lorient ; Le Monfort Paris / Tournée
- 2018/19 : Ce que je suis en Réalité demeure inconnu. mes Emilie Lafarge et Marie-Hélène Roig ; CDN Lorient. Sous forme de trois impromptus d'après "Les Vagues" de Virginia Woolf, "Ma vie avec Virginia" de Léonard Woolf, "L'Idiot" de Dostoïevski, "Oblomov de Gontcharov.
- 2020/21 "Ce que je suis en réalité demeure inconnu"  Virginia Woolf . création au théâtre de Nîmes, tournée scène nationale de Clermont Ferrand, Théâtre de Bourg en Bresse.

### Mise en scène
- 2016 : Le Yark de Bertrand SANTINI (CDN de Lorient puis tournée).[réf. souhaitée]
- 2018/19 : "Impromptus" : Trois impromptus. (co mise en scène avec Marie-Hélène Roig) (CDN de Lorient).[réf. souhaitée]
- 2021 : "Ce que je suis en réalité demeure inconnu" (co-mise en scène avec Marie-Hélène Roig) (Théâtre de Nîmes, scène nationale de Clermont Ferrand, théâtre de Bourg en Bresse).[réf. souhaitée]
- 2022 : "La mastication des morts" avec élèves d'option théâtre. "Théâtre de Bourg en Bresse".[réf. souhaitée]
- 2022 : "Il était une fois" d'après "Je me souviens de Georges Perec.[réf. souhaitée]